# آیگاوان
آیگاوان (به ارمنی: Այգավան) یک روستا در ارمنستان است که در استان آرارات واقع شده‌است. آیگاوان در ۱۲ کیلومتری جنوب شرق آرتاشات، مرکز استان آرارات واقع شده‌است.

## خصوصیات
آیگاوان ۴٬۵۶۹ نفر جمعیت دارد و در ارتفاع متر ۸۴۰ بالاتر از سطح دریا قرار گرفته‌است.

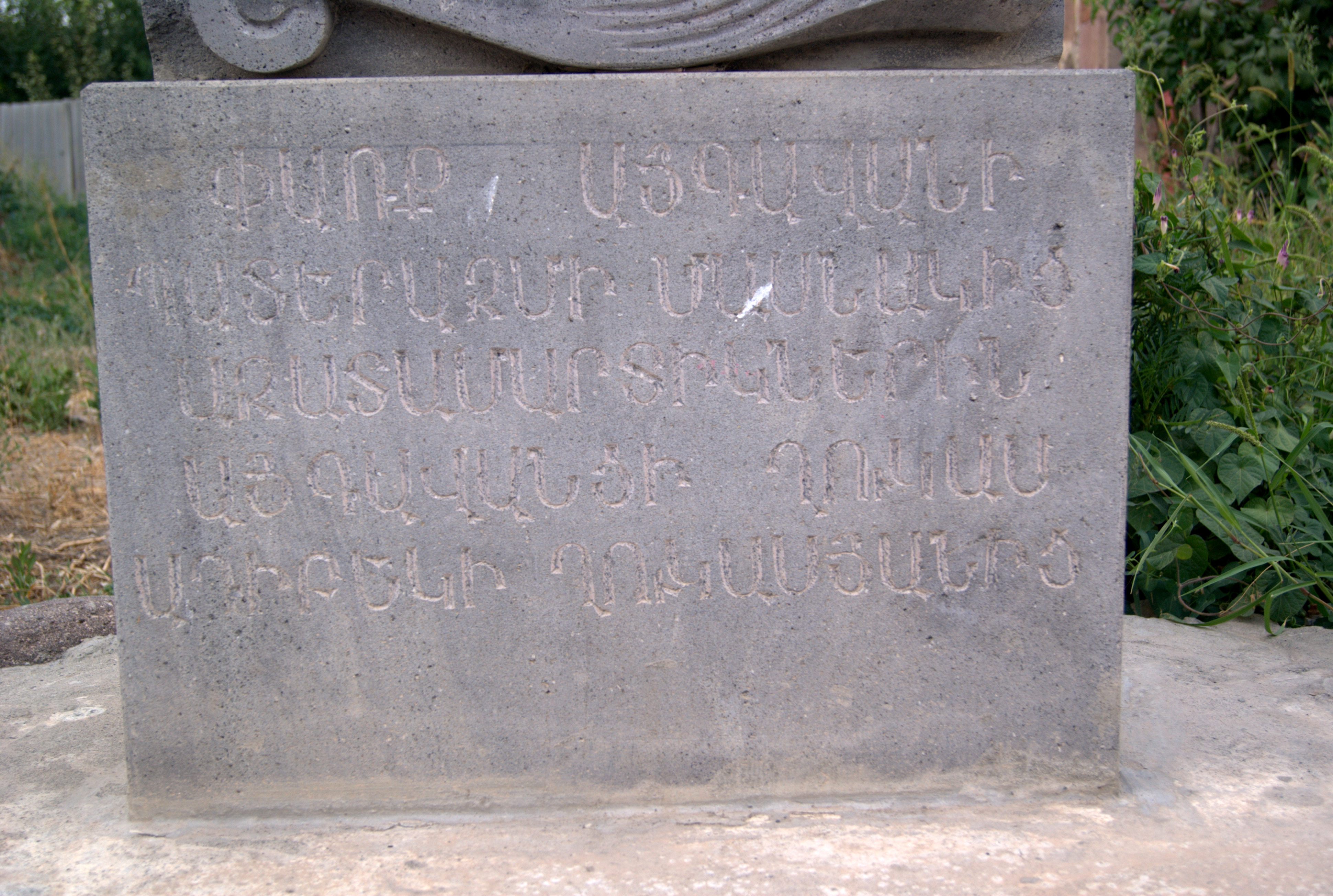
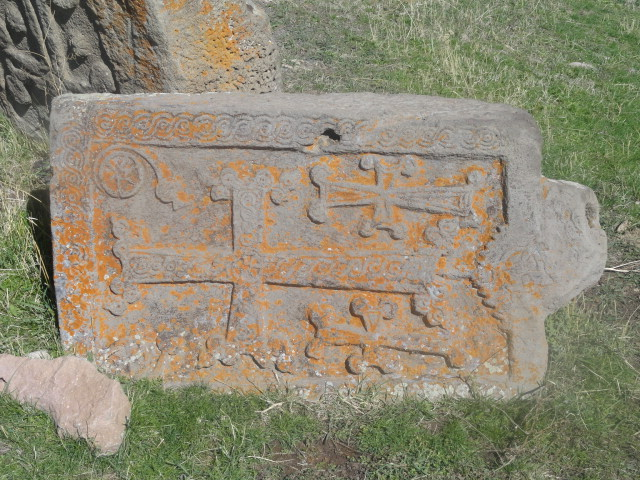

| سال   | ۱۸۷۳ | ۱۹۳۱ | ۱۹۴۱ | ۱۹۵۹  | ۱۹۷۹  | ۲۰۰۸  | ۲۰۱۱  | ۲۰۱۷  |
| جمعیت | ۲۰۶  | ۵۹۴  | ۴۶۷  | ۱٬۹۹۲ | ۳٬۱۰۳ | ۴٬۴۲۲ | ۴٬۴۴۲ | ۴٬۵۶۹ |